# Casa el Manso
La Casa el Manso és un edifici del municipi de Bot (Terra Alta) inclosa en l'Inventari del Patrimoni Arquitectònic de Catalunya.

## Descripció
Un cancell o vestíbul dona accés a la planta baixa. La funció d'aquest element és defensiva i es troba sovint a les cases importants de la terra alta, especialment a Bot.
El cancell està dividit en dues parts: la sala o rebedor, i les escales d'accés a l'habitatge dels pisos superiors. Ambdues parts estan separades per un mur i un enreixat defensiu però que permet la visió entre l'interior de les escales i el vestíbul.
Al soterrani trobem un celler amb voltes a quatre parts, de rajoles ceràmiques que possiblement fou presó quan l'edifici complia funcions de caserna.
També hi ha trulls per emmagatzemar oli que es premsava a la planta superior. De fet, encara existeixen restes dels mecanismes d'emmagatzematge i distribució dels trulls, entre el cancell i el soterrani.

## Història
Durant una època fou caserna de la guàrdia civil, com donen testimoni tots els panys i les baldes que encara hi ha a l'entrada i a totes les estances de l'edifici. Segons testimoni de l'actual propietari, durant la guerra civil de 1936, s'hi va allotjar el General Franco, i hi va realitzar una reunió militar.